# 巴格洛訥河
巴格洛訥河（法語：Barguelonne，法語發音：[baʁɡəlɔn]）是法國的河流，位於該國西南部，屬於加龍河的右支流，河道全長61.1公里，流域面積552平方公里，平均流量每秒3.06立方米，發源自佩恩，河口處在戈尔费什和拉马日斯泰尔之間。

## 外部連結
- http://www.geoportail.fr （页面存档备份，存于）
- Sandre数据库中的巴格洛訥河